# Shotgun Jones
Shotgun Jones er en amerikansk stumfilm fra 1914 af Colin Campbell.

## Medvirkende
- Wheeler Oakman som Shotgun Jones.
- Jack McDonald som B.T. Daly.
- Frank Clark som Thomas Lattier.
- Hoot Gibson som Tom Lattier.
- Bessie Eyton som Sally Lattier